# Shonen Jump's One Piece: Grand Battle
Pour le jeu vidéo sorti sur PlayStation en 2001, voir One Piece: Grand Battle!.
Shonen Jump's One Piece Grand Battle, connu au Japon sous le titre One Piece: Grand Battle Rush! () est un jeu vidéo de combat développé par Ganbarion et édité par Bandai en 2005 sur PlayStation 2 et GameCube.

## Personnages jouables
- Luffy
- Zorro (Zolo)
- Smoker (Chaser)
- Nami
- Sandy (Sanji)
- Arlong
- Pipo (Usopp)
- Baggy
- Creek (Krieg)
- Crow (Kuro)
- Chopper
- Nico Robin (Miss Sunday)
- Mihawk
- Shanks
- Mr 2 Bon Clay
- Crocodile